# Richland Township (Jackson County, Iowa)
Die Richland Township ist eine von 18 Townships im Jackson County im Osten des US-amerikanischen Bundesstaates Iowa. Das U.S. Census Bureau hat bei der Volkszählung 2020 eine Einwohnerzahl von 423 ermittelt.

## Geografie
Die Richland Township liegt im Osten von Iowa rund 20 km westlich des Mississippi, der die Grenze zu Illinois bildet. Die Grenze zu Wisconsin befindet sich rund 35 km nördlich.
Die Richland Township liegt auf 42°14′59″ nördlicher Breite und 90°36′52″ westlicher Länge und erstreckt sich über 92,5 km². 
Die Richland Township liegt im mittleren Norden des Jackson County und grenzt im äußersten Nordwesten an das Dubuque County. Innerhalb des Jackson County grenzt die Richland Township im Norden an die Prairie Springs Township, im Nordosten an die Tete Des Morts Township, im Osten an die Bellevue Township, im Südosten an die Jackson Township, im Süden an die Perry Township, im Südwesten an die Farmers Creek Township und im Westen an die Otter Creek Township.

## Verkehr
Durch die Richland Township verlaufen keine überregionalen Fernstraßen. Alle Straßen sind entweder County Roads oder weiter untergeordnete und zum Teil unbefestigte Fahrwege.
Der nächstgelegene Flugplatz ist der rund 20 km nordnordwestlich der Township gelegene Dubuque Regional Airport.

## Bevölkerung
Bei der Volkszählung im Jahr 2010 hatte die Township 433 Einwohner. Neben Streubesiedlung existiert in der Richland Township mit La Motte (mit dem Status „City“) eine selbstständige Gemeinde, die zum Teil in der nördlich benachbarten Prairie Springs Township liegt.